# Dräcken
Dräcken är en insjö i Hedemora kommun i Dalarna och ingår i Dalälvens huvudavrinningsområde. Sjön är 13,7 meter djup, har en yta på 1,4 kvadratkilometer och befinner sig 155,1 meter över havet. Sjön avvattnas av vattendraget Kräftbäcken.
Dräcken ligger sydväst om Hedemora. I sjön finns en bebyggd ö och runtom sjön finns flera grillplatser samt en scoutstuga tillhörande Hedemora scoutkår. Vid sjön ligger byn Dräcke. I slutet av 90-talet brann skogen på Hogberget som ligger vid sjön i anslutning till scoutstugan. Branden orsakades troligtvis av en arbetande skogsmaskin. Majoriteten av skogen runt Dräcken ägdes 2007 av skogsbolaget Bergvik Skog AB.

## Delavrinningsområde
Dräcken ingår i delavrinningsområde (667613-150643) som SMHI kallar för Utloppet av Dräcken. Medelhöjden är 170 meter över havet och ytan är 8,37 kvadratkilometer. Räknas de 2 avrinningsområdena uppströms in blir den ackumulerade arean 21,04 kvadratkilometer. Kräftbäcken som avvattnar avrinningsområdet har biflödesordning 3, vilket innebär att vattnet flödar genom totalt 3 vattendrag innan det når havet efter 150 kilometer. Avrinningsområdet består mestadels av skog (65 procent). Avrinningsområdet har 1,5 kvadratkilometer vattenytor vilket ger det en sjöprocent på 17,9 procent.